# 陈阅增
陈阅增（1915年—1996年），曾用名陈为山，男，河南灵宝人，生于北京。中国原生动物学家，曾任北京大学教授、博士生导师。